# Långforsen, Vanda å

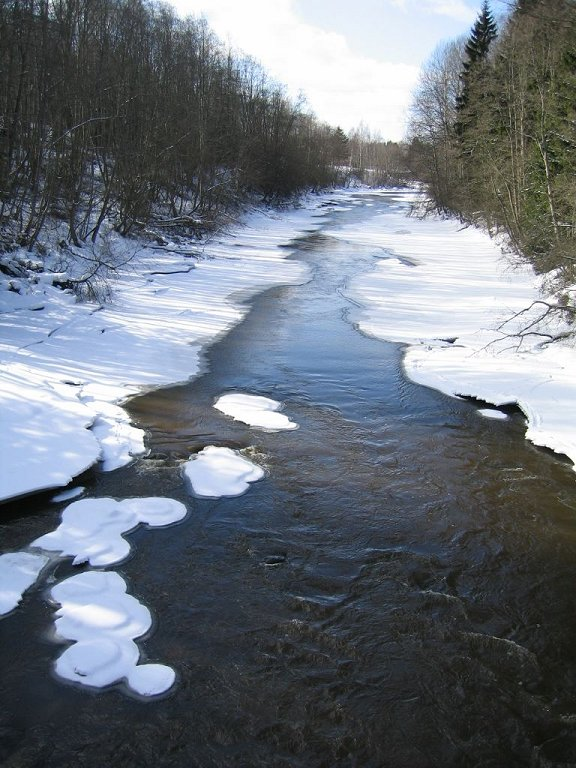
Långforsen på vårvintern

Långforsen (fi. Pitkäkoski) är en fors i Vanda å mellan städerna Helsingfors och Vanda. Sydväst om forsen finns Långforsens vattenreningsverk (i Helsingfors) och nordväst om forsen ligger Sillböle bassäng (i Vanda).